# Terebra doellojuradoi
Terebra doellojuradoi är en snäckart som beskrevs av Carcelles 1953. Terebra doellojuradoi ingår i släktet Terebra och familjen Terebridae. Inga underarter finns listade i Catalogue of Life.